# Ora Tōkyō sa Iguda
"Ora Tōkyō sa Iguda" (俺ら東京さ行ぐだ Ora Tōkyō sa iguda, "Estou indo para Tóquio") é uma canção composta e cantada pelo cantor japonês Yoshi Ikuzō, e foi cantada em seu dialeto nativo, Tsugaru. Foi lançado em 25 de novembro de 1984. Na música, o cantor declara que deixará sua pequena cidade natal no interior para se mudar para Tóquio.

## Recepção
A canção foi recebida positivamente, alcançando o 21º lugar na Oricon Albums Chart em 1985 e 4º na parada semanal. A música foi criticada por alguns que viviam em áreas rurais dizendo que as coisas não eram tão subdesenvolvidas como descrito na música, mas Yoshi Ikuzō afirmou que a letra "não temos TV, rádio, telefone, gás ou eletricidade" descreveu como era a vida em sua cidade natal de Kanagi (atual Goshogawara) quando ele era jovem.

## Filme
A canção serviu de base para um filme de comédia com o mesmo nome em 1985, produzido e distribuído pela Shochiku. O enredo do filme envolve uma briga entre um filho que vive e trabalha em Tóquio como assistente de fotógrafo e seus pais. Yoshi Ikuzō fez uma aparição como motorista de táxi.